# Margaret Morris Methode
Die Margaret Morris Methode (MMM) ist eine Trainingsmethode tänzerischer Körperbildung, die in den 1920er-Jahren von der englischen Tänzerin und Physiotherapeutin Margaret Morris entwickelt wurde. Die Abkürzung „MMM“ steht auch für den Namen des internationalen Verbandes, der sich unter dem Namen Margaret Morris Movement für die Verbreitung dieser Trainingsmethode einsetzt.

## Zur Methode
MMM ist aufgebaut in elf Stufen („Farben“), wobei jede Niveaustufe eine Serie festgelegter Bewegungsabläufe beinhaltet für:
- Beweglichkeit und Koordination
- Balancen
- Oppositionsbewegungen
- Atemübungen
- freie Bewegung

Das Training nach der Tanzmethode MMM hat positive physische Auswirkungen auf Rücken, die Gelenke, Körperhaltung, Muskulatur und Beweglichkeit; durch das Erlernen der in der Methode festgelegten Bewegungsabläufe sollen die Tänzer ein gutes Körpergefühl entwickeln und dadurch den eigenen Körper in eine angemessene Haltung bringen. Die natürliche Anmut des eigenen Körpers wird bestärkt und ausgebildet. Die Bewegungsabläufe der ersten Stufen sind für alle geeignet und können flexibel an individuelle Voraussetzungen oder Altersstufen (denen im Gegensatz zu anderen leistungsorientierten Tanzmethoden keine Grenzen gesetzt sind) angepasst werden. Der Erfolg besteht im Erkennen und Entwickeln der eigenen vielfältigen Möglichkeiten der körperlichen Bewegungskapazitäten.
Säulen der Margaret Morris Methode sind:
- die Atmung als integrierter Bestandteil der Bewegungsabläufe, basierend auf der vollkommenen Atmung des Hatha-Yoga
- die Mobilität der Wirbelsäule zu trainieren
- die Intensivierung der natürlichen Gegenbewegungen des Körpers

Je nach Teilnehmerkreis werden im Unterricht unterschiedliche Akzente gesetzt, wird Kreativität und Improvisation ein größerer Stellenwert beigemessen.
MMM ist auch als professionelles tänzerisches Training, als ergänzendes Training für Sänger und Schauspieler sowie als Grundlagentraining für viele Sportarten sehr geeignet.
Neben der in elf Stufen aufgebauten Methode entwickelte Margaret Morris ebenfalls Dance Technique-Übungen sowie andere Bewegungsreihen für Kinder und Menschen, die in ihrer Mobilität eingeschränkt sind.

## Organisationen und Verbände

### MMM Deutschland e.V.
Seit 1982 entwickelte sich die Methode Margaret Morris hauptsächlich auf dem Gebiet des Freizeitangebotes in Tanz und Bewegung. MMM-Organisationen existieren in Großbritannien, Kanada, Australien, Frankreich, Schweiz, Deutschland und Japan. Auch in anderen Ländern wird MMM-Unterricht angeboten.
Nach Deutschland kam die Tanzmethode MMM erst in den 1970er-Jahren. In den 80er-Jahren wurde der Verein MMM Deutschland e.V. gegründet und als gemeinnützig anerkannt. MMM Deutschland bietet MMM-Training von ausgebildeten MMM-Lehrerinnen und Lehrern in verschiedenen Städten an, organisiert Fortbildungskurse in der Margaret Morris Methode und Workshops mit internationalen Gastlehrern im Bereich Modern Dance. Der räumliche Schwerpunkt liegt in Frankfurt am Main und dem Rhein-Main Gebiet.

### International Association of MMM
MMM Deutschland ist Mitglied der International Association of MMM, die ihren Sitz in Großbritannien hat. Die Mitgliedschaft ist offen für alle Teilnehmer und Freunde von MMM. Der Verband organisiert Kurse, Seminare, Konferenzen, Vorführungen und andere Veranstaltungen für seine Mitglieder, nicht zuletzt auch die jährlich stattfindende internationale Sommerschule von MMM, die jährlich in den ersten beiden Augustwochen stattfindet und alle Farbstufen von MMM und die Farbstufen für Kinder und Jugendliche angeboten. Gleichzeitig wird dort für alle unterschiedlichen Stufen Theorie und Praxis der Lehrerausbildung unterrichtet. Für alle Farbstufen und Lehrergrade von MMM werden in der Sommerschule Prüfungen abgenommen. Der Verband führt Trainingskurse und Prüfungen für MMM-Lehrer durch und führt ein weltweites Verzeichnis aller diplomierten MMM-Lehrer.